# Igor' Zacharovič Bondarevskij
Igor' Zacharovič Bondarevskij (in russo Игорь Захарович Бондаревский?; Rostov sul Don, 12 maggio 1913 – Pjatigorsk, 14 giugno 1979) è stato uno scacchista sovietico.

## Biografia
Venne nominato Grande maestro nel 1950, quando il titolo fu ufficialmente istituito dalla FIDE. Nel 1954 ottenne il titolo di Arbitro Internazionale e nel 1961 di Grande Maestro nel gioco per corrispondenza. Dal 1960 divenne l'allenatore di Boris Spasskij nella sua ascesa verso il titolo mondiale, conquistato nel 1969 col match contro Tigran Petrosjan

## Principali risultati
- 1935 : 6º-7º nel 5º campionato della RSFSR di Gor'kij (vinto da Alexander Toluš)
- 1936 : 1º nel torneo interfederale di prima categoria di Leningrado, con 11,5 /14, imbattuto
- 1938 : 3º-4º nella semifinale dell'11º camp. sovietico, con 11,5 /17
- 1939 : 6º nell'11º Campionato sovietico di Leningrado (vinto da Michail Botvinnik)
- 1940 : = 1º con Andor Lilienthal nel 12º Campionato sovietico, davanti a Paul Keres, Isaak Boleslavskij e Botvinnik
- 1941 : 6º nel "Campionato URSS Assoluto" giocato a Mosca e Leningrado (uno dei più forti tornei giocati fino a quel momento, vinto da Botvinnik)
- 1948 : 6º-9º nell'Interzonale di Saltsjöbaden, qualificandosi per il torneo dei candidati di Budapest 1950 (al quale però non partecipò per malattia)
- 1961 : 2º nel torneo di Hastings 1960-61, vinto da Svetozar Gligorić

In seguito partecipò solo a tornei locali o di squadra, dedicandosi prevalentemente al gioco per corrispondenza e alle ricerche teoriche. Dal 1960 fu il secondo di Boris Spasskij nella sua vittoriosa scalata al titolo mondiale. Era economista di professione. Anche la moglie, Valentina Kozlovskaja, è una forte giocatrice di scacchi.

## Opere letterarie
- Le combinazioni nel centro partita, Firenze, Sansoni, 1986.
- Petrosjan-Spasskij 1969 - Scontro tra titani (con Isaak Boleslavskij), Caissa Italia, 2009.

## Selezione di partite
- Alexander Kotov - Igor Bondarevskij, Leningrado 1936, Olandese Stonewall A90, su chessgames.com.
- Michail Botvinnik - Igor Bondarevskij, Camp. URSS assoluto 1941, Gamb. di Donna A55, 0-1, su chessgames.com.
- Igor Bondarevskij - David Bronstein, Campionato di Mosca 1946, Réti A04, 1-0, su chessgames.com.
- Igor Bondarevskij - Salo Flohr, Interzonale Saltsjobaden 1948, Grünfeld D99, 1-0, su chessgames.com.
- Igor Bondervskij - Vladimir Karasev, Semifinale URS-ch 1963, Inglese A21, 1-0, su chessgames.com.